# Tab Smith
Tab Smith (1909-1971), de son vrai nom Talmadge Smith, est un saxophoniste alto et chef d’orchestre de jazz et de rhythm and blues américain, né à Kinston, en Caroline du Nord et mort à Saint-Louis dans le Missouri.

## Carrière

### Saxophoniste de jazz
Entre 1927 et 1936, Tab Smith joue dans des groupes locaux avant d'être repéré par Lucky Millinder qui l'engage dans le Mills Blue Rhythm Band. Il enregistre de nombreux titres pour l'orchestre de Millinder et pour Henry "Red" Allen.
En 1939, il intègre le Big Band de Teddy Wilson. La même année, il accompagne, pour le label Commodore, Billie Holiday, notamment sur le titre Strange Fruit.
En 1940, avec la dissolution de l'orchestre de Wilson, il rejoint Count Basie puis réintègre en 1942 le groupe de Lucky Millinder. En 1944, il enregistre aux côtés de Coleman Hawkins, Rex Stewart, Don Byas, entre autres.

### Période rhythm and blues
Après la guerre, il s'oriente vers le rhythm and blues et dirige un orchestre de jump blues, enregistrant sur les labels chicagoans Premium et United. Le groupe est composé en grande partie de musiciens venus de l'orchestre de Millinder, notamment le chanteur Trevor Bacon. United publie 48 titres de Tab Smith de 1951 à 1957, date de la disparition du label. Sa version de 1951 de Because of You de Tony Bennett atteint la première place des charts de Rhythm and Blues.

## Discographie

### Singles
- I Don't Want to Play in the Kitchen, (United Records)

### LPs
- Music styled by Tab Smith   10" LP UNITED 001
- Red Hot and Cool Blue Moods 12" LP UNITED 003
- Keeping Tab                 12" LP CHECKER 2971

## Sources
Jonas Berholm, 1984, texte de présentation de I Don't Want to Play in the Kitchen, LP, Saxophonograph.